# Heinz Leymann
Heinz Leymann (Wolfenbüttel, Alemania, 17 de julio de 1932-Estocolmo, 1999) fue un doctor en psicología pedagógica y también obtuvo el grado de doctor en la ciencia médica de la psiquiatría. Se nacionalizó como ciudadano sueco en 1955. Vivió en Suecia largos años.
En los años 60 un médico sueco detectó un especial tipo de comportamiento hostil en la escuela que se mantenía durante un largo período, este comportamiento fue denominado mobbing.
A principios de los 80 el profesor Leymann encontró el mismo tipo de comportamiento hostil a largo plazo en empleados y en sus lugares de trabajo. Desde entonces Heinz Leymann es el experto internacional más reconocido en el campo del mobbing en los lugares de trabajo.
Trabajó como psicólogo clínico y era profesor de ciencias del trabajo en la Universidad de Umeå. Llegó a tratar cerca de 1300 pacientes, un número importante de ellos fueron hospitalizados en una clínica que aplicaba programas especiales con el tratamiento desarrollado por el profesor Heinz Leymann.
Está considerado como el primer investigador y pionero en la divulgación del acoso psicológico o Mobbing en Europa. Otros pioneros europeos en esta materia son la psiquiatra francesa Marie France Hirigoyen y el psicólogo español Iñaki Piñuel y Zabala.

## Obras
- LEYMANN, H.; Mobbing: la persécution au travail. Seuil. Paris 1996.
- LEYMANN, H.; The content and development of mobbing at work. Rev. European J. of Work and Organitzational Psichology 2. 1996.
- LEYMANN, H. GUSTAFSON, A.; Mobbing at work and the development of post-traumatic stress disorders. Rev. European J. of Work and Organitzational Psichology 2. 1996.